# The amazing Spider-Man 2: El poder de l'Electro
The amazing Spider-Man 2: El poder de l'Electro (títol original en anglès The Amazing Spider-Man 2) és una pel·lícula de superherois nord-americana de 2014 basada en elpersonatge de Marvel Comics Spider-Man. La pel·lícula va ser dirigida per Marc Webb i produïda per Avi Arad i Matt Tolmach.
És la cinquena pel·lícula teatral de Spider-Man produïda per Columbia Pictures i Marvel Entertainment, la seqüela de The Amazing Spider-Man (2012) i la darrera pel·lícula de la sèrie The Amazing Spider-Man. L'estudi va contractar James Vanderbilt per escriure el guió i Alex Kurtzman i Roberto Orci per reescriure-lo. La pel·lícula és protagonitzada per Andrew Garfieldcom Peter Parker / Spider-Man, al costat d'Emma Stone, Jamie Foxx, Dane DeHaan, Campbell Scott, Embeth Davidtz, Colm Feore, Paul Giamatti i Sally Field. A la pel·lícula, Peter Parker intenta protegir Gwen Stacy mentre investiga la mort dels seus pares, alhora que tracta amb el superdolent. Electro i el retorn del seu amic de la infància Harry Osborn, que mor d'una malaltia genètica mortal.
El desenvolupament de The Amazing Spider-Man 2 va començar després de l'èxit de The Amazing Spider-Man. DeHaan, Giamatti, Felicity Jones i Chris Cooper es van emetre entre desembre de 2012 i febrer de 2013. El rodatge va tenir lloc a la ciutat de Nova York de febrer a juny de 2013. La pel·lícula es va estrenar en 2D, 3D i IMAX 3D el 2 de maig de 2014, als Estats Units amb dues estrenes internacionals que se celebren entre el 31 de març i el 10 d'abril d'aquell any. Va rebre crítiques diverses de la crítica i del públic, amb elogis pels efectes especials, la química entre Stone i Garfield, les escenes d'acció i la partitura musical de Hans Zimmer, tot i que el guió i la durada van rebre crítiques. El retrat de Foxx de Max Dillon / Electro va ser polaritzant. Va recaptar 709 milions de dòlars a tot el món, la qual cosa la va convertir en la novena pel·lícula més taquillera de l'any 2014, però la pel·lícula d'acció en directe de Spider-Man amb menys recaptació fins ara.
La sèrie Amazing Spider-Man estava pensada originalment per continuar amb dues seqüeles i diversos spin-off, sobretot pel·lícules centrades en Venom i els Sis Sinistres. A causa de les crítiques mixtes de la pel·lícula i de la baixa actuació de la taquilla de la franquícia, es van cancel·lar tots els lliuraments posteriors i una nova iteració del personatge, interpretat per Tom Holland al Marvel Cinematic Universe(MCU), començant amb Captain America: Civil War (2016). Els spin-off previstos es van tornar a proposar per a una línia temporal separada de la continuïtat de The Amazing Spider-Man i de l'MCU, començant per Venom (2018). Tant Garfield com Foxx repeteixen els seus papers com a Spider-Man i Electro respectivament a Spider-Man: No Way Home (2021), que segueix els esdeveniments de la pel·lícula i que tractava el concepte del multivers i vinculava la pel·lícula amb les franquícies Raimi i Watts.
Ha estat doblada al català.

## Argument
El científic d'Oscorp Richard Parker grava un missatge de vídeo per explicar la seva desaparició. Ell i la seva dona Mary intenten fugir a bord d'un jet privat que és segrestat per un assassí. L'avió s'estavella, matant la parella.
En l'actualitat, dos anys després de la seva batalla amb el Dr. Curt Connors, el fill de Richard i Mary, Peter Parker, segueix lluitant contra el crim com a Spiderman i deté al criminal Aleksei Sytsevich. A causa de les reserves de Peter sobre la seva relació amb la seva xicota Gwen Stacy des que va fer el vot al seu difunt pare de mantenir-se lluny d'ella, Gwen posa fi a la seva relació després de la seva graduació de secundària. L'amic de la infància de Peter, Harry Osborn, torna a Manhattan per veure el seu pare, malalt terminal, Norman, director general d'Oscorp. La malaltia és genètica i en Harry es troba a l'edat on es desenvolupa per primera vegada. Norman mor, i Harry és nomenat nou CEO.
Mentre treballava en un laboratori d'Oscorp, l'enginyer elèctric Max Dillon es dispara per accident i cau en un dipòsit d' anguiles elèctriques modificades genèticament. L'ataquen i es transforma en un generador elèctric viu. Mentrestant, Gwen li diu a Peter que pot traslladar-se a Anglaterra si guanya una beca a la Universitat d'Oxford. Desconscient de l'abast del seu poder, Dillon vaga a Times Square, provocant accidentalment un apagament, i Spider-Man l'atura. Dillon és portat a l' Institut Ravencroft, on és estudiat per la científica alemanya Ashley Kafka.
Els primers símptomes de la malaltia d'en Harry estan mostrant-se, i utilitza la informació que li va donar Norman per deduir que la sang de l'home aranya el podria salvar. Li demana a Peter, que ha estat venent fotos de Spider-Man al Daily Bugle, que l'ajudi a trobar Spider-Man. Peter no està segur dels efectes que tindria la transfusió i de la possibilitat que en Harry pateixi una mutació semblant a la del doctor Curt Connors. Més tard rebutja a Harry com a Spider-Man, enfadant en Harry. El vicepresident d'Oscorp, Donald Menken, acusa a Harry de l'accident de Dillon, el treu com a conseller delegat i pren el control d'Oscorp. En Harry proposa un tracte amb Dillon, que ara es diu "Electro", per tornar a entrar a l'edifici Oscorp.
Dillon accepta i mata el doctor Kafka. Allà, en Harry troba el verí de les aranyes alterades genèticament, ara destruïdes. No obstant això, després d'haver obligat a Menken a injectar-li el verí, aquest accelera la seva malaltia i el transforma en el Goblin Verd, però el protocol d'emergència integrat a l'armadura de Norman li restaura la salut. Peter troba el laboratori secret del seu pare en una estació de metro abandonada i s'assabenta que Richard va haver de fugir perquè es va negar a cooperar amb els plans de Norman per fabricar armes biogenètiques amb la seva investigació. Aleshores, Peter descobreix que a Gwen se li va oferir la beca d'Oxford. Ell professa el seu amor per ella, i acorden anar junts a Anglaterra.
L'electro provoca una altra apagada. Junts, Peter i Gwen recobren la potència elèctrica i sobrecarreguen el cos d'Electro, matant-lo. En Harry arriba equipat amb l'armament de Norman. En veure la Gwen, dedueix la identitat secreta de Spider-Man i, jurant venjança per haver-se rebutjat, la transfusió de sang la porta al cim d'una torre del rellotge. En Peter aconsegueix sotmetre en Harry, però la Gwen cau per la torre i mor. Deprimit i culpable per la mort de Gwen, Peter acaba la seva carrera com a Spider-Man.
Cinc mesos després, en Harry és empresonat a Ravencroft. El seu soci, Gustav Fiers (el cavaller), el visita i la parella discuteix com formar el seu propi equip. En Harry ordena a Fiers que comenci amb Sytsevich, fent-lo sortir de la presó. Equipat amb una armadura, Sytsevich s'anomena el "rinoceront" i arrasa pels carrers. Peter, inspirat pel discurs de graduació de Gwen, l'enfronta com a Spider-Man.

## Repartiment
- Andrew Garfield com a Peter Parker / Spider-Man.
- Max Charles com el jove Peter Parker.
- Emma Stone com a Gwen Stacy
- Jamie Foxx com a Max Dillon / Electro
- Dane DeHaan com a Harry Osborn / Green Goblin
- Campbell Scott com a Richard Parker
- Embeth Davidtz com Mary Parker
- Colm Feore com a Donald Menken
- Paul Giamatti com Aleksei Sytsevich / Rhino
- Sally Field com a May Parker